# جان-بابتيست تشارلز ماثيو
جان-بابتيست تشارلز ماثيو هو سياسي فرنسي، ولد في 3 أكتوبر 1763 في كومبيين في فرنسا، وتوفي في 31 أكتوبر 1833. انتخب President of the National  Convention ‏ (26 مايو 1795 – 4 يونيو 1795) وانتخب Member of the Council of Five Hundred ‏.